# Studentisches-Sinfonieorchester Marburg
Das Studentische-Sinfonieorchester Marburg e.V. (SSO) wurde 1991 von Studierenden der Philipps-Universität in Marburg gegründet. Heute besteht es aus mehr als 60 Mitgliedern, welche fast ausschließlich Studierende nicht-musikalischer Fachrichtungen sind. Das SSO ist Mitglied im Bundesverband Deutscher Liebhaberorchester (BDLO) und der Jeunesses Musicales Deutschland.

## Gründung
Im Herbst 1990 wurde das SSO Marburg durch eine studentische Initiative gegründet und vom Marburger Dirigenten Gerhard Weber geleitet. Nach dem Ausscheiden Webers 1993 wurde der Verein Studenten-Sinfonieorchester Marburg e.V. gegründet und fand in Burchard Schäfer, welcher zu dieser Zeit in Frankfurt Musik studierte, seinen zukünftigen Dirigenten. Nach dem 15-jährigen Konzertjubiläum 2006 übernahm mit einer feierlichen Stabübergabe beim Neujahrskonzert 2007 der Berliner Dirigent Ulrich Metzger die künstlerische Leitung des Orchesters, bis die Zusammenarbeit im März 2021 endete. Im Sommersemester 2021 übernahm der Hanauer Dirigent Jens Tröster das SSO als Gastdirigent.
Seit Oktober 2021 wird das Orchester von der südkoreanischen Dirigentin Jieun Jun geleitet.

## Konzerte
Seit der Gründung bietet das SSO Marburg am Ende jedes Semesters zwei Abschlusskonzerte. 1996 wurde das Klassik-Open-Air auf der Schlossparkbühne zur Eröffnung des Marburger Stadtfestes „3 Tage Marburg“ initialisiert und ebenso in den Jahren 1997–2002, sowie ab 2007 alle zwei Jahre dargeboten. Ebenfalls seit 1996 veranstaltet das SSO Marburg Kinderkonzerte. Das 5. Kinderkonzert fand auf dem Hessentag 2010 in Stadtallendorf statt. Hierbei übernahm Willi Weitzel die Sprecherrolle in Prokofjews Kindermärchen Peter und der Wolf. Diese Aufführung wurde am 1. Juli 2011 auf dem Sommerfest des Bundespräsidenten wiederholt.
Seit 1997 spielt das Orchester am 1. Januar jeden Jahres ein Neujahrskonzert in Marburg. Von 2010 bis 2020 gestaltete das Orchester außerdem ein weiteres Neujahrskonzert in Stadtallendorf am 2. Januar.
Neben zahlreichen Orchesterreisen (u. a. nach Japan, Frankreich, Ungarn, Griechenland und die Schweiz) wurden bereits viele Kammerkonzerte und Kooperationen mit anderen Orchestern und Chören veranstaltet, so wurde 2009 im Berliner Konzerthaus zusammen mit den Chören Cantus Domus und ensemberlino vocale das Requiem von Giuseppe Verdi aufgeführt. Von diesem Konzert gibt es eine Live-Aufnahme auf CD. Ebenfalls mit dem Berliner Chor Cantus Domus kam es im Sommer 2012 zu einer konzertanten Aufführung der Oper Carmen von Georges Bizet.

## Organisation
Das Orchester ist vollständig selbstverwaltet. Das Konzertprogramm wird (bis auf Solokonzerte) durch die Mitglieder gewählt. Die Konzertorganisation erfolgt durch die ehrenamtliche, studentische Initiative des Orchestervorstands. In der Historie kam es vereinzelt zu Kooperationen mit dem Marburger Konzertverein, dem Musikwissenschaftlichen Institut der Philipps-Universität und der Marburger Philharmonie.